# 羽田京急バス東京営業所
羽田京急バス東京営業所（はねだけいきゅうバスとうきょうえいぎょうしょ）は、京浜急行バスの分離子会社としてかつて存在した羽田京急バス株式会社の営業所。羽田京急バスの全路線の運行を所管していた。営業所記号はNH（貸切車はSNH、特定車はTNH）。京浜急行バスからの運行委託車はH。
羽田京急バスは2018年（平成30年）4月1日付で京浜急行バス本体に吸収合併され、営業所組織は京浜急行バスに復帰して羽田営業所（2代目）となった。

## 概要
京急空港線穴守稲荷駅に程近く、親会社である京浜急行バス羽田営業所（初代）と隣接していた。2012年11月30日をもって京浜急行バス羽田営業所はいったん閉鎖され、羽田京急バスとして営業を行っていた。
その他、穴守橋付近に高速バス車両を留置できるスペースがあったが、2015年頃に閉鎖され、跡地には同じ京急グループのビジネスホテル「京急EXイン羽田」が建設された。
自社路線の他に、親会社の京浜急行バスから路線の運行管理を受託していた。なお、車内放送は現社設立当時の会社名「京急バス」のまま、会社解散まで変わらなかった。羽田空港発着路線では車内放送や案内表示器で日本語のほか英語による案内も行われていた。
空港連絡バス・高速バス・一般路線バスを担当するほか、貸切バス・特定バス事業の免許を保有しており、貸切・特定登録された車両が配属されていた。

## 沿革
- 1999年（平成11年）
  - 4月1日 - 京浜急行電鉄の完全子会社として京急バス株式会社を設立。
  - 10月1日 - 京急自動車事業本部羽田営業所所管だった東京都大田区および神奈川県川崎市内の一般路線を移管され、京急バス東京営業所として営業を開始。

- 2000年（平成12年）10月1日 - 蒲田駅東口 - 東糀谷六丁目・大森東五丁目線と川崎駅東口 - 森ヶ崎線を大森営業所から移管される。
- 2002年（平成14年）9月1日 - 京急電鉄からの管理委託の形で、京浜島営業所の横羽線を移管される。
- 2003年（平成15年）
  - 4月1日 - 羽田京急バスに社名変更、羽田京急バス東京営業所となる。横浜京急バス、横須賀京急バスが設立され、京浜急行バス設立が同年10月1日に計画されたため。
  - 7月1日 - 京浜急行電鉄から東京 - 宮古線を移管される。
  - 10月1日 - 京浜急行バス株式会社の設立に伴い、京浜急行電鉄が保有していた株式を移転。羽田京急バスは京浜急行バスの子会社（京急本体からは孫会社）に変わる。
- 2004年（平成16年）9月16日 - 羽田営業所のリムジンバス川空線が一般路線化され、羽田京急バスへ移管される。
- 2005年（平成17年）3月16日 - 京浜急行バスから高速バス2路線（東京 - 大阪線、東京 - 津山・岡山・倉敷線）を移管される。
- 2007年（平成19年）3月18日 - PASMO導入。
- 2008年（平成20年）
  - 4月18日 - この日の運行をもって高速バス「シャトー号」の運行から撤退。
  - 3月16日 - 京急観光バス清算に伴い、高速バス2路線（東京 - 青森線、東京 - 徳島線）を移管される。
- 2010年（平成22年）
  - 2月28日 - この日の運行をもって高速バス「ラ・フォーレ号」（東京 - 青森線）の運行から撤退。
  - 10月21日 - 羽田空港国際線旅客ターミナル完成に伴い、羽田空港発着便を中心としたダイヤ改正を実施。
- 2013年（平成25年）11月25日 - 貸切事業免許を取得し、一部車両に「SNH」の車両が登場。京浜急行バス大森営業所から一部の貸切仕業を受託する。
- 2015年（平成27年）
  - 4月1日 - 貸切用の一部車両を特定登録に変更、社番が「TNH」となる。
  - 9月30日 - この日の運行をもって高速バス「ルブラン号」の運行から撤退。
- 2018年（平成30年）4月1日 - この日をもって羽田京急バスとしての営業を終了。法人は京浜急行バスに吸収合併され消滅、組織は（2代目）京浜急行バス羽田営業所となった。

## 廃止・撤退路線
この項では、羽田京急バス株式会社の事業期間中に廃止となった路線について記述する。

### 一般路線

#### いすゞ線
- 蒲44： 蒲田駅 - （京急蒲田/産業会館（現・蒲田郵便局前）） - 出雲小学校 - 萩中 - 大師橋 - 殿町二丁目 - いすゞ自動車前（現・殿町停留所）

京浜急行電鉄羽田営業所時代の1962年（昭和37年）に新設。1973年（昭和48年）の臨港バス蒲田撤退時にも廃止を免れた。蒲田駅から蒲45系統と川崎鶴見臨港バスの日出町線を合わせたルートで、いすゞ自動車川崎工場まで運行された。京急バスへ移管後、同工場の閉鎖により2004年（平成16年）12月28日限りで廃止となった。

### 深夜バス
- 羽田空港国際線ターミナル → 平和島駅 → 大森駅東口 → 池上営業所 → 池上駅前 → 上池上 → 夫婦坂 → 馬込駅前 → 東馬込二丁目
- 羽田空港国際線ターミナル → 大鳥居 → 蒲田駅東口 → 武蔵新田駅 → 玉川田園調布 → 自由が丘駅入口 → 都立大学駅北口 → 洗足駅入口 → 洗足池

2路線とも2010年（平成22年）10月の羽田空港国際線ターミナル開業と同時に開設された。国際線ターミナル発のみの片道運行で、大森駅・蒲田駅から東急バスの運行エリアまで乗り入れていたが、当初から利用者が低迷したため2011年（平成23年）8月30日限りで廃止となった。蒲田シャトル（蒲95系統）専用の車両で運行されていた。

### 夜行高速バス
ルブラン号

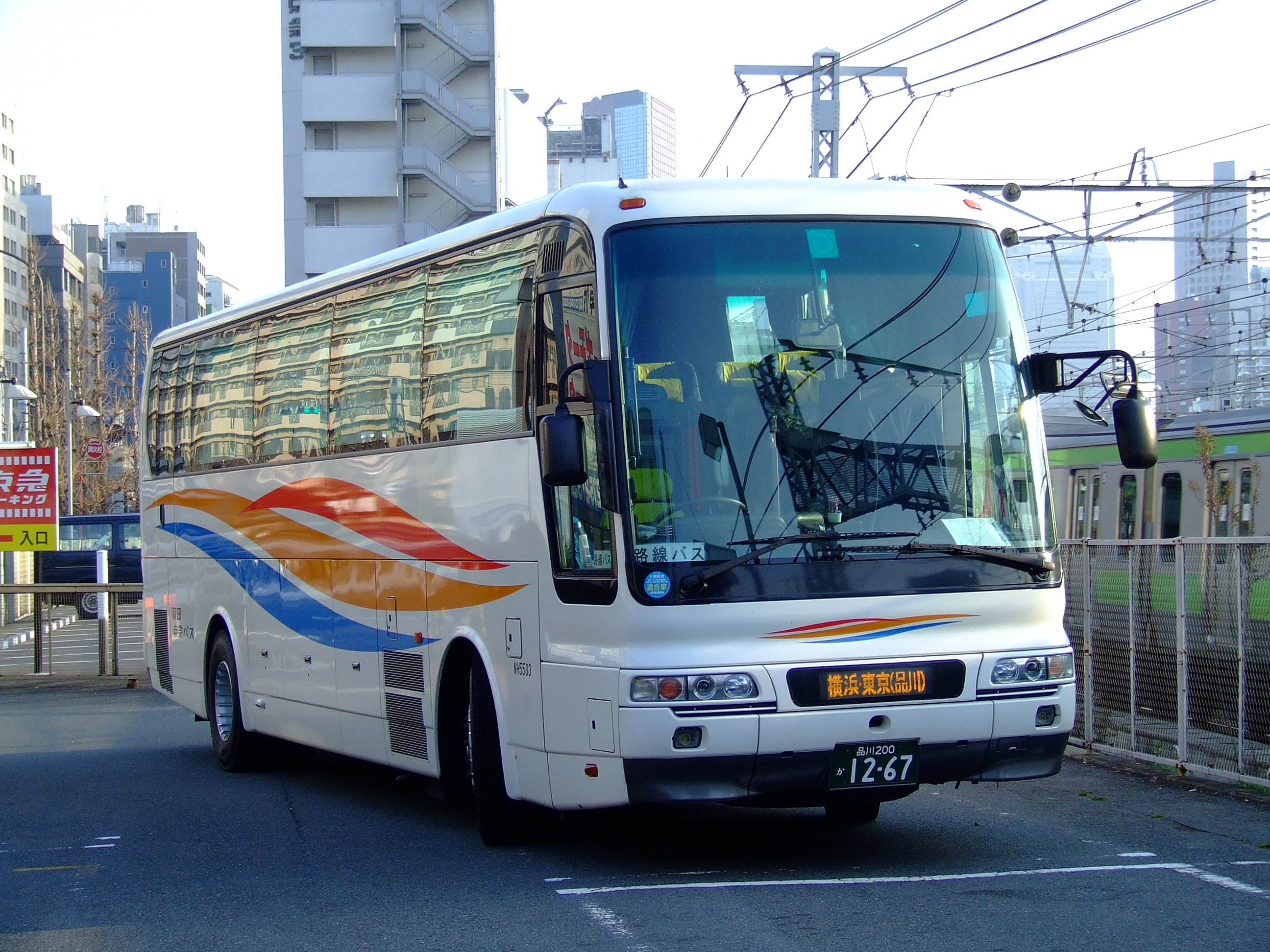
シャトー号（羽田京急バス）

- 東京テレポート駅 ← グランドニッコー東京 台場 ← 品川BT - 浜松町BT - 津山駅前 - 岡山駅西口 - 倉敷駅北口
- 両備バス→両備バスカンパニー倉敷営業所と共同運行

京浜急行電鉄羽田営業所時代の1990年（平成2年）3月22日に運行開始。路線愛称の「ルブラン (le blanc)」はフランス語で「白」を意味し、倉敷美観地区の白壁の町並みにちなむ。なお、かつて存在した倉敷駅の駅ビル名は「ルブラン」であった。
東京テレポート駅とグランドニッコー東京 台場は倉敷駅北口発のみ停車する。
2015年（平成23年）9月30日限りで撤退、両備ホールディングス単独運行となった。東京側の予約業務は京浜急行バスが、運行支援業務は羽田京急バスが引き続き担当していた。
マリーン号
- 品川BT - 横浜駅東口BT（18番のりば）- 米原駅西口 - 彦根プリンスホテル - 彦根駅前 - 八日市営業所 - 草津駅東口 - 大津プリンスホテル - 大津駅 - 浜大津
- 近江鉄道大津営業所と共同運行

1992年（平成4年）6月19日に運行開始。当初は東京側は京浜急行電鉄大森営業所が担当していた。2003年（平成15年）頃に羽田京急バスに移管され、2008年（平成20年）1月15日出発便をもって廃止となった。

現在は西武観光バスと西日本JRバスが、大宮・バスタ新宿・横浜YCAT - 大津 - 京都間をびわこドリーム号として運行している。
ラ・フォーレ号
- 東京駅八重洲南口 - 青森駅前
- JRバス東北青森支店、JRバス関東棚倉営業所→東北道統括支店、弘南バス青森営業所と共同運行

京浜急行電鉄大森営業所時代の1989年（平成元年）7月31日に運行開始。路線愛称の「ラ・フォーレ (la foret) 」はフランス語で「森」を意味する。その後、京浜急行電鉄羽田営業所と京急観光バスを経て、2008年（平成20年）3月15日から羽田京急バスの担当となる。
2009年（平成21年）7月31日限りでJRバス関東が撤退、1ヵ月後の8月31日出発便限りで残る3社による共同運行を終了し、JRバス東北（2・3号）と弘南バス・羽田京急バス（1・4号）がそれぞれ別路線となる。
2010年（平成22年）2月28日の1・4号の運行を最後に羽田京急バスが撤退。単独運行となる弘南バスは翌3月1日の出発便より愛称を「津輕号」に変更、ラ・フォーレ号としてはJRバス東北単独で継続され現在に至る。
シャトー号
- 品川BT - 浜松町BT - 横浜駅東口BT（18番のりば） - 京都深草 - 京都駅前 - 名神大山崎 - 名神高槻 - 名神茨木 - 千里中央駅 - 千里ニュータウン - 新大阪 - 大阪梅田（阪急三番街）
- 阪急バス豊中営業所と共同運行

羽田京急バス発足後の2003年（平成15年）7月18日に運行開始。当初は京浜急行電鉄羽田営業所が担当していた。路線愛称の「シャトー (château) 」はフランス語で「城」を意味し、大阪城にちなむ。
当初は京都深草は通過、横浜駅東口・京都駅前は経由しなかったが、2006年10月1日の改正でに3停留所に停車するようになった。後に羽田京急バス自社の路線となるが、2008年（平成20年）4月18日限りで撤退した。
羽田京急バスの撤退と同時に、西武バスが撤退した池袋 - 大阪線と統合、阪急バスの単独運行による池袋・品川・横浜 - 大阪線となる。品川・横浜地区発着分は京浜急行バス、池袋発着分は西武バスが予約・発券業務を継続して行っていた。
阪急バスでは品川バスターミナルに代えて、渋谷マークシティと新宿高速バスターミナル（現・バスタ新宿）を経由する池袋・渋谷・新宿 - 大阪線へリニューアルすることになり、2012年（平成24年）5月31日限りで廃止。リニューアルの際に京王バス東が東京側の新たなパートナーとして参入している。
横浜駅経由便は、阪急バスと京成バスが共同運行していた千葉・TDL・東京駅 - 大阪梅田・神戸線を停車させることで対応し、こちらは2015年（平成27年）4月1日から京成バス単独となって現在に至る。

## 車両
UDトラックスを除く3メーカーの車両が在籍し、ジェイ・バス（いすゞ・日野）製を中心に、三菱ふそう製の車両も在籍した。

### 路線車
一般路線車は、一時期4メーカー全てを擁していた時期があったが、UD製の中型ツーステップ車RM3台（2000年に能見台営業所から転入）が2009年3月までに全廃され、また最後まで残った三菱ふそう・エアロスターのNH6238号車（元ターミナル間無料連絡バス専用車）が2015年3月に特定登録に変更、TNH6238号車となったことにより、現在はジェイ・バス製の車両に統一されている。2016年4月現在では大型車・中型ロング車・中型車が在籍し、基本的にいすゞ（エルガとエルガミオ）が中心で、わずかに日野（レインボーHRとブルーリボンシティハイブリッド）という陣容になっており、全車がノンステップ車である。羽田営業所時代は大型車が三菱ふそう車に統一されていた時期があり、いすゞ大型車が再度配置されてからも多数派だったが徐々に数を減らし、前述のNH6238号車が2015年3月に特定登録に変更されたことにより一般路線用の三菱ふそう車は消滅している。
大型車はいすゞ・エルガを主体に、ターミナル間無料連絡バスから転用された日野・ブルーリボンシティハイブリッドのNH3801号車が在籍する。エルガのうちNH2459号車はターミナル間無料連絡バスから転用の長尺車で、2016年2月には新型エルガ（NH2633号車。QKG-LV290N1）が導入された。なお、エルガのうちNH1071号車は当初の一般路線色からリムジン色に塗り変えられ、蒲95系統の予備車となっている（後述）。
中型ロング車は日野・レインボーHR10.5M車で、2001年度から2004年度にかけて積極的に導入され、これに2006・2007年度の車と大森営業所から転入のNH4042号車を合わせて最盛期は16台を擁したが、経年除籍によりその数を減らし、一般路線用の大型車はエルガが過半数を占めるようになった。これらの大型車と中型ロング車は大森駅・蒲田駅・川崎駅から羽田空港・東糀谷・JFE方面の運用を中心に充当される。
中型車はいすゞ・エルガミオに統一され、うちNH2667号車は新型エルガミオである。かつてはUDや日野製の中型車が在籍していた時期があるが、UD車は経年除籍、日野車は貸切登録に転用されている。蒲田駅から六郷橋・大森東方面および出入庫の関係で羽田車庫発着の蒲33・43系統などに用いられる。蒲田駅 - JFE線に充当される場合もある。
一般路線向けの小型車は在籍していない。

#### 蒲95専用車
三菱ふそう・エアロスター5台（NH5077～5080、6736号車）、予備車としていすゞ・エルガ1台（NH1071号車）トヨタの燃料電池2台(Ｈ9001Ｈ,9901)の計8台が所属している。NH6736号車は新型エアロスターである。蒲95系統専用車として2010年に導入され、その他の路線に用いられる一般路線用車とは異なり、リムジン塗装（白地に赤帯）となっている。また、一般路線用の車両が代走する場合もある。室内は予備車のエルガを除き、座席がハイバックシートのワンロマ車となっている。

#### ターミナル間無料連絡バス
羽田空港敷地内で運行するターミナル間無料連絡バス用の車両として、日野・ブルーリボンシティハイブリッド、新型ブルーリボンハイブリッドが導入された。かつては三菱ふそう・エアロスターエコハイブリッドやエアロスター、いすゞ・エルガなどの車両も運用に就いていたが、車両の置き換えや一般路線への転用などによりハイブリッド2車種に集約された。しかしエアロスターエコハイブリッドは不調が続いていたことから、ブルーリボンシティハイブリッドを増備して置き換えた。これによりターミナル間無料連絡バス専用車は日野製のハイブリッド車に統一されたが、一般路線用の車両が代走する場合もある。
2016年2月には新型ブルーリボンハイブリッド（NH4632号車）が、国際線・国内線ターミナル循環専用車として導入され、これに伴いブルーリボンシティハイブリッド（NH3801号車）が塗装変更され一般路線に転用された。
無料連絡バスのため、車内には運賃箱が設置されていない。また空港内輸送用途のため、スーツケースなど大型の荷物に対応可能な荷物置き場が車内に設置されている。外装は「東京空港ビルデング」「東京国際空港ターミナル株式会社」および「羽田京急バス」と表記された専用塗装で、国内線ターミナル循環は白色、国際線・国内線ターミナル循環は緑色となっている。

### 高速車

#### リムジンバス
羽田空港発着の路線に用いられる。蒲95系統専用車と同じく白地に赤帯のリムジン塗装となっている。羽田京急バス所属の東京駅線専用車として日野・セレガRが在籍、NH3555号車は｢ミシュラン・グリーンライナー」としてラッピングされている。H表記の運行委託車は三菱ふそう・エアロエースや三菱ふそう・エアロバス、日野・セレガ、いすゞ・初代ガーラなどがあった。
水戸駅・日立駅 - 羽田空港線では会社解散まで、PASMO・Suicaなど交通系ICカードが利用できなかった。

#### 都市間高速バス
都市間高速バス専用車として、トイレ付き3列シートのスーパーハイデッカー車両が所属し、車種は三菱ふそう・エアロクィーンを中心に、日野・セレガも在籍した。

### 貸切・特定車
羽田空港・穴守稲荷駅周辺の企業送迎などで使用される貸切車・特定車が所属している。
2017年8月時点では、特定車はかつて東扇島線などで使用された三菱ふそう・エアロスターワンステップ車や、当営業所唯一の小型車である日野・ポンチョ、一般路線用と同じいすゞ・エルガミオ、一般路線から転用されたいすゞ・エルガが在籍していた。エアロスターワンステップ車以外はすべてノンステップ車で、エアロスターはヤマト運輸羽田クロノゲート、ポンチョとエルガミオはANAなどの契約輸送に充当される。貸切専用車は高速バスから転用された三菱ふそう・エアロクィーンや日野・レインボーHR10.5Mおよび9M車などが在籍していた。
このほか、三崎営業所から転属した三菱ふそう・エアロミディ、元京急観光バスのいすゞ・先代ガーラも貸切車として在籍していたが、すでに廃車となっている。